# Plectrogenium
Plectrogenium es un género de peces actinopterigios marinos, el único de la familia monotípica Plectrogeniidae, distribuidos por aguas profundas del océano Pacífico y este del océano Índico.
Tienen el cuerpo comprimido, la cabeza normalmente con espinas y crestas, tienen glándulas de veneno en las espinas de las aletas dorsal, anal y pélvicas.

## Especies
Según ITIS no es válida esta familia y el único género que tiene estaría integrado en la familia Scorpaenidae.
Según FishBase sería una familia válida, con este único género y con dos especies:
- - Plectrogenium barsukovi (Mandrytsa, 1992)[4]
  - Plectrogenium nanum (Gilbert, 1905)